# Berumbur
Berumbur egy község Németországban, az Aurichi járásban. Lakosainak száma 2743 fő (2023. december 31.).

## Népessége
| Lakosok száma | 2741 | 2749 | 2767 | 2705 | 2701 | 2743 |
|               | 2016 | 2017 | 2019 | 2021 | 2022 | 2023 |